# Васа Савић (лекар)
Васа Савић (Перлез 1893 – Београд, 2. фебруар 1939) био је српски лекар, истакнути медицински стручњак за плућне болести и дугогодишњи управник санаторијума у Тополшици (Словенија) између Великог и Другог светског рата.

## Живот и каријера
Рођен је 1893. године у Перлезу, већем банатском селу поред Бегеја, које је 1900-тих имало 979 кућа и 6.190 становника, у вишенационалној средини, састављеној од Срба, Немаца и Хрвата. Његово детињство  отежала је рана смрт оца Душана, сеоског учитеља, умрлог од   туберкулозе, који је иза себе је оставио незбринуту супругу Катицу и двоје деце, која нису ни упознали оца (Васу и његову две годину старију сестру Вукосаву).
Детињство је провео у Перлезу, а основну школу завршио у суседном Орловату, где се удовица мајка са децом преселила. Наставио је школовање и то на мађарском језику, похађајући гимназију у тадашњем Великом Бечкереку да би као питомац Текелијанума послат је на студије медицине у Будимпешту.
По завршеном лечењу даље усавршавање у медицинској струци др Васа је наставио је у Арозију (Италија), потом у Енглеској, Ирској и Швајцарској (која је у том периоду предњачила у лечењу туберкулозе). Усавршавао се првенствено у области пнеумфтизиологије, која је била изуетно актуелна специјализација у том историјском раздобљу, имајући у виду да је ТБЦ харала светом..
И поред тога што је др Васа  стекао поштовање колега у Швајцарској, које су му нудиле високе зараде и напредовање у струци, као човек јаких патриотских начела, желео је да лично допринесе изградњи Караљевине Југославије која је била тек у оснивању.
По повратку са  усавршавања у Краљевину СХС, као први специјалиста фтизиолог у Краљевини СХС, постављен је 1922. за начелника санаторијума у Тополшици, словеначком сеоцету на обронцима Јулијских Ала, у општини Шоштањ, 3 км северозападно од Шоштања у Велењској котлини на надморској висино од око 500 метара и на извору радиоактивних акватерми са температуром од 30 °C, изузетно повољној локацији за лечење болести плућа. На ову дужност др Васа је дошао са задатком добијеним од Министарства здравља Краљевине СХС да организује санаторијум за лечење туберкулозних болесника, по узору на швајцарска лечилишта. На  том положају је остао шеснаест година.
Колико је био  значајан долазак др Васа у Југославију говоре чињенице, да је туборкулоза била пошаст, од које је је од 1918. до 1935. године  умрло више од 580.000 људи. У истом периоду боловало је више од два милиона пацијената, а приближно исто толико становника било је погођено њеним последицама.  Проблем је био утолико сложенији што је у Краљевини Југославији проценат смртности од туберкулозе по окончању Великог рата у Краљевини Југославији био 200-300% већи од светског.
У Београд се доселио 1938. године, након што је именован за начелника Одељења за фтизиотерапију Опште државне болнице у Београду. Недуго по доласку у Београд, Савић је у ноћи између 2. и 3. фебруара 1939, под неразјашњеним околностима, у 46. години живота, скоком кроз прозор, са четвртог спрата зграде у којој је живео у Бирчаниновој улици извршио самоубиство, у присуству мајке и пријатељице Маре. Одмах за њим  када је угледала призор, и његова пријатељица са којом је био у љубавној вези, др Мара Кучера одмах је за њим извршила самоубиство.
Смрт Васе Савића окупила је велики број пријатеља, бивших пацијената и поштовалаца, иако су мотиви за овај чин до данас остали непознати.   
Мајка Васе Савића се, након синовљеве смрти, повукла у петровградски манастир Свете Меланије Римљанке, где је живела са ћерком, монахињом Петронијом (световно име Вукосава). Са собом је пренела сву Савићеву заоставштину..

## Дело
Као лекар специјалиста, пнеумофтизиолог др Васе Савића је био савестан и позртвован лекар, који се не плашећи се последица свесно посветио борби против туберкулозе која је у првој половини 20. века харала Србијом.
Методе које су тада у Европи прихваћене као моћно терапеутско средство у лечењу туберкулозе, др Васа Савић истовремено је успешно примењивао у санаторијуму у Тополшици. Стекавши поуздано хируршко искуство, од 1929. обављао је френикоегзерезу, касније блокаду живца, скаленектомију, торакоакустику, пломбу, а од 1934. започео је са торакопластиком. Спровео је неколико стотина оваквих захвата са веома добрим успехом.
Аутор је низа радова из области медицине, а пре свега пнеумофтизиологије.

## Признања
- Болница за плућне болести у Зрењанину добила је име по др Васи Савићу.
- У Алеји великана у Карађорђевом парку, налази се биста др Васе Савића.
- Градско веће Петровграда донело је одлуку да се Болничка улица у том граду 1939. године преименује у улицу др Васе Савића[3].